# Alsodeiopsis
Alsodeiopsis Oliver là một chi thực vật có hoa trong họ Icacinaceae. Chúng là loài bản địa của châu Phi nhiệt đới.
There are có khoảng 11 loài. 7 loài đã được đặt tên Alsodeiopsis, nhưng nhiều trong chúng là tên đồng nghĩa. Loài đặc trưng, Alsodeiopsis mannii do Daniel Oliver đặt tên vào năm 1869.
Alsodeiopsis zenkeri là một rheophyte.